# Thomas Stoltz Harvey (ciclista)
Thomas Harvey (1888, data de morte desconhecida) foi um ciclista britânico. Representou o Reino Unido em duas edições dos Jogos Olímpicos, em 1920, em Antuérpia; e 1924, em Paris.